# هل أنتم محصنون ضد الحريم

فاطمة المرنيسي كاتبة وباحثة اجتماعية مغربية

هل أنتم محصنون ضد الحريم (بالفرنسية : Êtes-vous vacciné contre le harem) هو كتاب لعالمة الاجتماع والمؤلفة فاطمة المرنسي، صدر عن المركز الثقافي العربي ودار نشر الفنك الدار البيضاء سنة  2000، وترجمته نهلة بيضون، ويتناول الكتاب إجمالاً ظاهرة الحريم الذي يعدّ مفهومًا مركزيًا في المشروع الفكري للمرنيسي، كما يناقش أوضاع المرأة اجتماعيا وسياسيا وثقافيا وتاريخيا.

## محتوى الكتاب
- مقدمة
- الفصل الأول: الطفلات الأوروبيات الجميلات
- الفصل الثاني: هل بشير العلج على صواب؟
- الفصل الثالث: ما السبيل لإغواء النساء المتحررات ؟
- الفصل الرابع: ماتيس أو باشا طنجة
- الفصل الخامس: هارون الرشيد أو الحريم العربي
- الفصل السادس: محمد الثاني أو الحريم التركي
- الفصل السابع: الحريم الإغريقي والروماني الجنس والعنصرية
- الفصل الثامن: متاعب الكاهن الألماني الذي يدافععن تعدد الزوجات
- الفصل التاسع: عام 1828، كان فيكتور هوغو يحلم بسلطانة
- الفصل العاشر: الخصي الأوروبي
- الفصل الحادي عشر: الخصي المسلم
- الفصل الثاني عشر: المحظية مع العبد، المسؤولية والحجاب
- الفصل الثالث عشر: خطوبة المواطن جان أوغست. دومينيك إنغر
- الفصل الرابع عشر: المحظية المستسلمة غير معروفة[4]

## ملخص الكتاب

### تعريف الحريم
وكلمة حريم، تعني الحرام والحرم في آن أو المكان المقدس الذي يخضع الدخول إليه إلى قوانين محددة وصارمة. والحريم هو كذلك الفضاء الخاص المحظور على العموم، ويشمل الحريم في أن المكان والنساء اللواتي يعشن فيه ويملكهن رجل واحد هو الحامي والسيد.

### الحريم الشرقي
استورد العرب الحريم من البيزنطيين، وأصبح واقعا تاريخيّا،وتسرد المؤلفة بعض الحقائق والوقائع المستلة من التاريخ العربي خصوصا في العصر العباسي والعصر العثماني.

### الحريم الأوروبي
تفسر الكاتبة أن رغبة الغربيين في الحصول على الحريم ناجمة عن كونهم مجبرين على الارتحال إلى الشرق للاستمتاع لأسباب بعضها ديني وخصوصا بسبب وضع المسيحية قيودا على المتعة، وتبرز أن الحريم في المخيال الغربي يحيل على نساء خاضعات ومستسلمات،لذلك يمكن القول ان الحريم لديهم يمارس على مستوى المتخيّلٌ الاستيهاميّ.

### الخصي الشرقي
يجمع كل الباحثين الغربيين حسب فاطمة المرنسي الذين تناولوا هذه الظاهرة على أن عادة إخصاء الفتيان لغايات مختلفة مثل حراسة الحريم الغناء، الخ. كانت تقليداً غربياً معروفاً لدى الإغريق والبيزنطيين، ولم يعرفه الأتراك قط قبل سقوط القسطنطينية في القرن الخامس عشر. وقد اعتمدوه لدى احتكاكهم بالعالم المسيحي.

### الخصي الأوربي
كانت عادة اخصاء المطربين والمنشدين شائعة خلال القرن 17 و18 في أوربا، وتنتقد فاطمة المرنيسي الخيال الغربي الذي يحدد الخصي على أنه كائن شرقي أصيل، متناسياً أنه كان في البداية، وقبل ظهور الإسلام وليد العالم المسيحي المهووس بمثال العفة.

### الحريم والفن
ترصد فاطمة المرنيسي هوس بعض فناني أوربا الذين ظلوا يحلمون في لوحاتهم ورسوماتهم، بشرق عربي ممتلئ بالجواري والحريم من أشهرهم الرسام جان أوغست دومينك انغر، ومن أشهر المحظيات اللواتي تم رسمهن بالأمس واليوم على حد سواء، محظية فالبينسون، اللوحة التي أنجزها الفنان عام 1808 في سن الثامنة والعشرين والمحظية الكبرى التي أكملها في سن الرابعة والثلاثين عام 1814، وأخيرا "نساء الحمام التركي" التي رسمها في سن الثانية والثمانين. إضافة إلى نماذج رسومية وفنية لـ"ماتيس" و"إنكرس" وحتى بيكاسو، كما أوردت المؤلفة كتابات شعرية ل"فكتور هوغو" وحتى شراء الشاعر "جيراردونيرفال" لخادمة جارية حينما استقر بالقاهرة عام 1843 كل ذلك بلور تماثيل الحريم التي تشتغل بين تضاريس خيالهم

## نقد
بينت فاطمة المرنسي في كتابها هذا أن ما أسمته بفيروس الحريم ليس قصرا على الدول الفقيرة بل أصاب حتى الدول الغربية كما أن ظاهرة الحريم متغلغلة  في التاريخ الإنساني وفي كل الثقافات، وليس  مقصورة على العرب كما يسوق البعض، ودافعت عن فكرة مفادها أن الأوروبيين يخطئون التقدير، وهم يتصورون تاريخا سلبيا للحريم في الثقافة العربية. وقدمت حججا تنافض الصور النمطية التي حاول الاستشراق ترسيخها عن النساء الشرقيات حيث صورهن بوصفهن كائنات سلبية مستكينة ومجردات من الفعل والتأثير،في حين أن الحريم الشرقي أو العربي لم يكن كذلك أبدا،ً وبناء على دراسات فاطمة المرنسي في التاريخ العربي أثبتت أن المحظيات أو الحريم في التاريخ العربي وأثناء الدولة العثمانية ومن قبلها العباسية والأيوبية، كن ذكيات نشيطات مثقفات وفنانات وشاعرات، بل إنهن كن طموحات دائماً إلى تحقيق انتصارات سياسية، وكن ماهرات في غزل المكائد والدسائس السياسية، ومحركات للأحداث والحروب من خلف ستائر الحريم.

## اقتباسات
يشكل استغلال الأخطاء المرتكبة أحد المفاهيم الأساسية في أسلوب الإدارة المعروف حالياً تحت اسم الجودة، والذي أتاح لليابانيين التفوق على الأميركيين في عقر دارهم. ويتمثل هذا الأسلوب في عملية متواصلة من التحسين والسعي الدؤوب لتحقيق أعلى مستوى من الجودة عن طريق عزل مصدر الخطأ. والهدف من هذا الأسلوب بلوغ المستوى صفر من الأخطاء الذي تعبر عنه اللغة اليابانية بكلمة كايزن  kaizen.  وهذا هو النهج الذي أهتم به شخصياً، أي بلوغ الكمال باستعمال الأخطاء والانتقادات الشخصية كمصدر للمعلومات.
العرب استوردوا الحريم من  البيزنطيين كما نستورد اليوم السيارات الفارهة.
فكل مستقبلنا مرهون بقدرتنا على إدارة قربنا من جيراننا الأوروبيين، وهي جيرة يكتنفها الحقد والانبهار معاً.
إن صناعة الأزياء وصناعة الأفلام اللتين تعتبران الفضاءين الجديدين اللذين يمرح فيهما الخيال ويحتكرهما الرجال لا يزالان يعتمدان نموذج المرأة - الذين يتشبثون بعلاقات متفاوتة وسلفية بين الرجل السلعة. 

لقد اضطر الأوروبيون، خلال معركتهم ضد الملكية المطلقة، إلى الاعتراف بمبدأ المساواة للجميع، أي القبول بإعادة توزيع السلطات داخل المجتمع، مما يعني السيطرة على أمرين : العنف والغريزة الجنسية

## انظر أيظا
- الحب في البلدان الاسلامية

- الحريم السياسي
- نساء على أجنحة الحلم